# Poienița, Hunedoara
Poienița este un sat în comuna Balșa din județul Hunedoara, Transilvania, România.

## Lăcașuri de cult
Biserica „Sfinții Arhangheli Mihail și Gavriil” din satul Poienița (fost Valea Iepii) a fost ridicată spre sfârșitul secolului al XVIII-lea. Este un edificiu masiv din piatră, cu absida pentagonală decroșată, acoperit integral cu tablă. Turnul-clopotniță robust, ridicat deasupra unicei intrări apusene, este prevăzut cu un foișor închis de lemn, supraînălțat printr-un coif piramidal amplu. Interiorul a rămas nepictat. Renovată în anii 1943-1945, biserica se află în prezent într-o avansată stare de degradare.

## Imagini

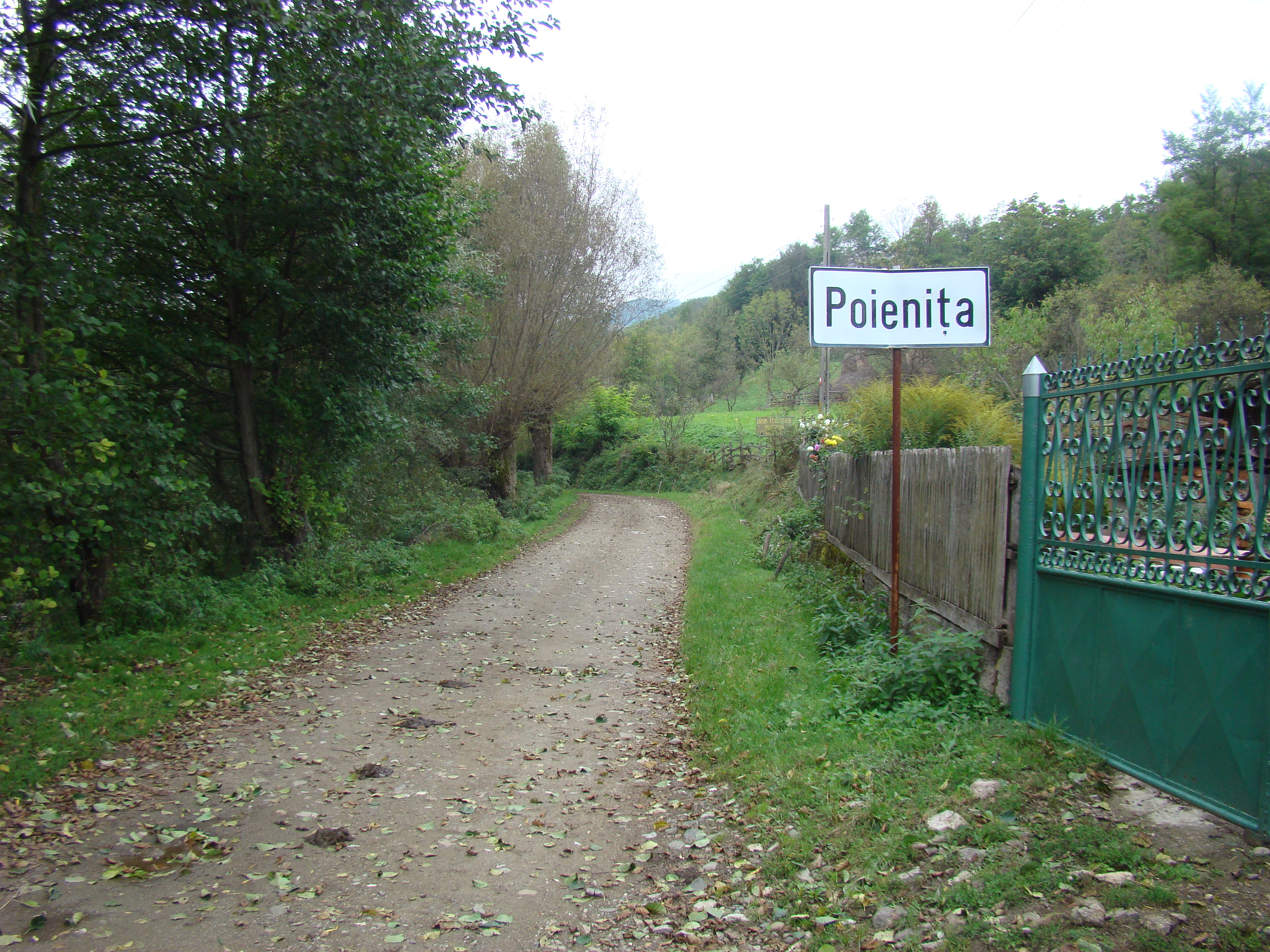
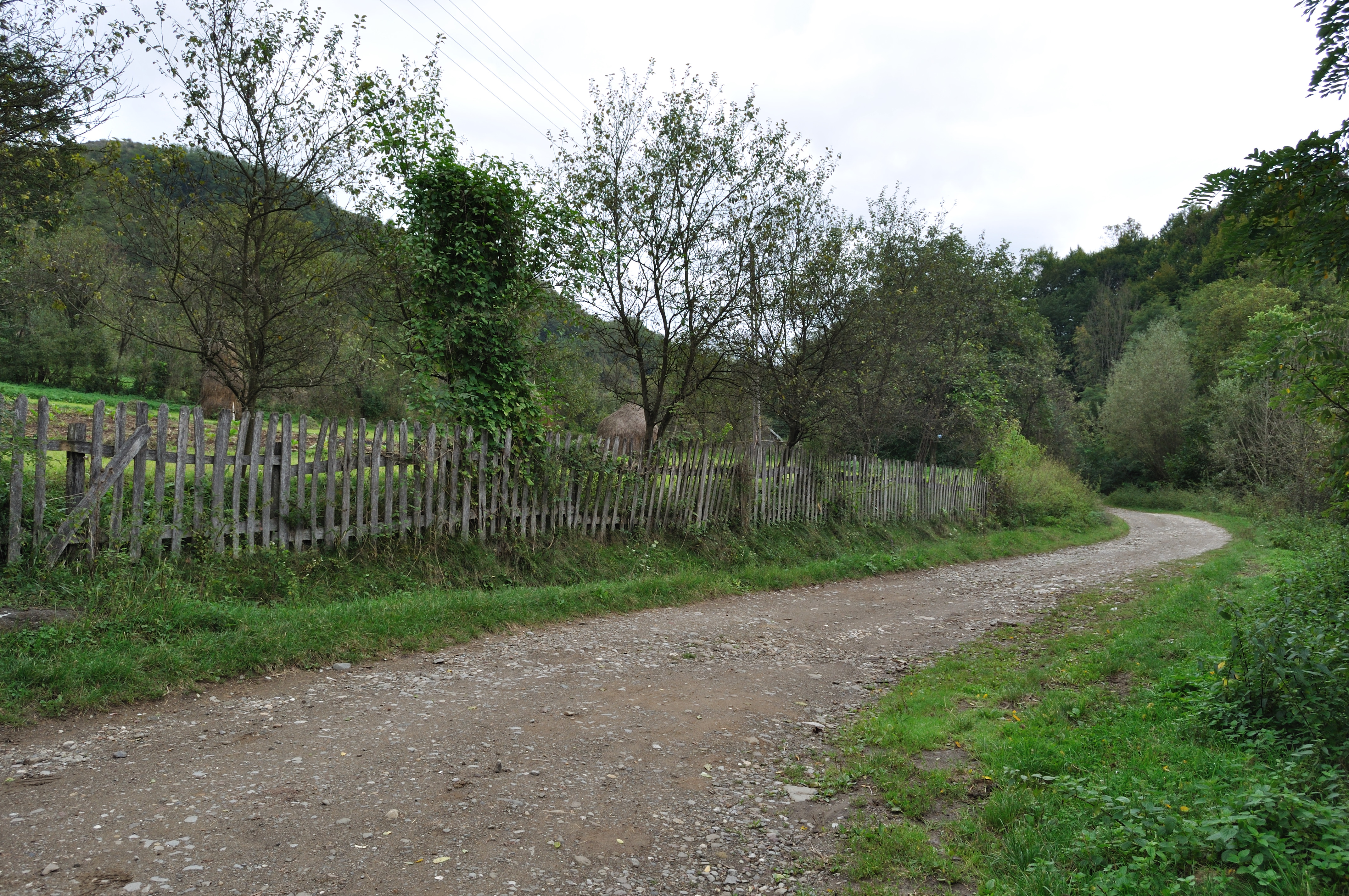